# Xenopus
Xenopus (L., pie extraño) es un género de ranas carnívoras de la familia Pipidae naturales del África subsahariana (y un registro aislado en el noroeste de Chad). Son todas acuáticas, con las plantas de las patas palmeadas, al contrario de los dedos, que no lo son, y con tres uñas alargadas a modo de garra en tres dedos de cada pata trasera.
La especie más conocida de este género es Xenopus laevis, que se estudia habitualmente en trabajos de investigación como modelo experimental. 

## Especies
Se reconocen las siguientes 29 especies según ASW:
- Xenopus allofraseri[3] Evans, Carter, Greenbaum, Gvoždík, Kelley, McLaughlin, Pauwels, Portik, Stanley, Tinsley, Tobias & Blackburn, 2015
- Xenopus amieti Kobel, du Pasquier, Fischberg & Gloor, 1980
- Xenopus andrei Loumont, 1983
- Xenopus borealis Parker, 1936
- Xenopus boumbaensis Loumont, 1983
- Xenopus calcaratus Peters, 1875
- Xenopus clivii Peracca, 1898
- Xenopus epitropicalis Fischberg, Colombelli & Picard, 1982
- Xenopus eysoole[3] Evans, Carter, Greenbaum, Gvoždík, Kelley, McLaughlin, Pauwels, Portik, Stanley, Tinsley, Tobias & Blackburn, 2015
- Xenopus fischbergi[3] Evans, Carter, Greenbaum, Gvoždík, Kelley, McLaughlin, Pauwels, Portik, Stanley, Tinsley, Tobias & Blackburn, 2015
- Xenopus fraseri Boulenger, 1905
- Xenopus gilli Rose & Hewitt, 1927
- Xenopus itombwensis Evans, Carter, Tobias, Kelley, Hanner & Tinsley, 2008
- Xenopus kobeli[3] Evans, Carter, Greenbaum, Gvoždík, Kelley, McLaughlin, Pauwels, Portik, Stanley, Tinsley, Tobias & Blackburn, 2015
- Xenopus laevis (Daudin, 1802)
- Xenopus largeni Tinsley, 1995
- Xenopus lenduensis Evans, Greenbaum, Kusamba, Carter, Tobias, Mendel & Kelley, 2011
- Xenopus longipes Loumont & Kobel, 1991
- Xenopus mellotropicalis[3] Evans, Carter, Greenbaum, Gvoždík, Kelley, McLaughlin, Pauwels, Portik, Stanley, Tinsley, Tobias & Blackburn, 2015
- Xenopus muelleri (Peters, 1844)
- Xenopus parafraseri[3] Evans, Carter, Greenbaum, Gvoždík, Kelley, McLaughlin, Pauwels, Portik, Stanley, Tinsley, Tobias & Blackburn, 2015
- Xenopus petersii Bocage, 1895
- Xenopus poweri Hewitt, 1927
- Xenopus pygmaeus Loumont, 1986
- Xenopus ruwenzoriensis Tymowska & Fischberg, 1973
- Xenopus tropicalis (Gray, 1864)
- Xenopus vestitus Laurent, 1972
- Xenopus victorianus Ahl, 1924
- Xenopus wittei Tinsley, Kobel & Fischberg, 1979

## Xenopuscomo modelo experimental
Xenopus es muy utilizado como modelo científico para el estudio de la expresión de genes y proteínas e inhibición de genes (knockdown). Al tener un tamaño de 1 mm de diámetro, los oocitos de Xenopus son lo suficientemente grandes como para permitir un estudio más fácil y detallado que en células de menor tamaño. Se puede introducir ARN procedente de otros organismos mediante microinyecciones en los oocitos, estudiándose la expresión de sus genes mediante técnicas de biología molecular o electrofisiológicas.

## Sinonimia
- Dactylethra Cuvier, 1829
- Tremeropugus Smith, 1831[4]
- Silurana Gray, 1864